# Pop Life
A Pop Life David Guetta harmadik albuma, amelyet 2007-ben adott ki.

## Dallista
1. "Baby When The Light (közreműködik Cozi)" (3:27)
2. "Love Is Gone (közreműködik Chris Willis)" (3:06)
3. "Everytime We Touch (közreműködik Chris Willis & Joachim Garraud)" (3:40)
4. "Delirious (közreműködik Tara McDonald)" (4:31)
5. "Tomorrow Can Wait (közreműködik Chris Willis)" (3:33)
6. "Winner of the Game (közreműködik JD Davis)" (3:02)
7. "Do Something Love (közreműködik Juliet)" (4:10)
8. "You're Not Alone (közreműködik Tara McDonald)" (3:54)
9. "Never Take Away My Freedom (közreműködik Chris Willis)" (4:09)
10. "This Is Not a Love Song (közreműködik JD Davis)" (3:46)
11. "Always (közreműködik JD Davis)" (4:00)
12. "Joan of Arc (közreműködik Thailand)" (4:00)
13. "Love Is Gone (Fred Rister & Joachim Garraud Radio Edit Remix)" (3:21)

Bónusz dalok :
1. "Don't Be Afraid" (3:16)
2. "Take Me Away" (4:25)
3. "Love Don't Let Me Go (Walking Away)" (3:16)

## Listás helyezések
| Chart (2007)         | Peak position |
| -------------------- | ------------- |
| French Albums Chart  | 2             |
| Swiss Albums Top 100 | 10            |
| Austria Album Charts | 61            |